# Vadencourt (Aisne)
Vadencourt [vadankúr] je francouzská obec v departementu Aisne v regionu Hauts-de-France. Žije zde 511 obyvatel.

## Poloha obce
Obec leží na severu departementu Aisne.

### Sousední obce
| Růžice kompasu | Grougis                  | Petit-Verly Grand-Verly |                           | Růžice kompasu |
| Růžice kompasu | Aisonville-et-Bernoville | Sever                   | Lesquielles-Saint-Germain | Růžice kompasu |
| Růžice kompasu | Aisonville-et-Bernoville | Vadencourt (Aisne)      | Lesquielles-Saint-Germain | Růžice kompasu |
| Růžice kompasu | Aisonville-et-Bernoville | Jih                     | Lesquielles-Saint-Germain | Růžice kompasu |
| Růžice kompasu | Noyales                  | Proix                   | Guise                     | Růžice kompasu |